# Ձ
La Ձ, minuscolo ձ, è la diciassettesima lettera dell'alfabeto armeno. Il suo nome è ձա, ja (armeno classico e orientale: [dzɑ], armeno occidentale: [tsʰɑ]).
Rappresenta foneticamente:
- in armeno classico e orientale la consonante affricata alveolare sonora [dz][1]
- in armeno occidentale la consonante affricata alveolare sorda aspirata [tsʰ].

## Codici
- Unicode:
  - Maiuscola Ձ : U+0541
  - Minuscola ձ : U+0571